# Lappis

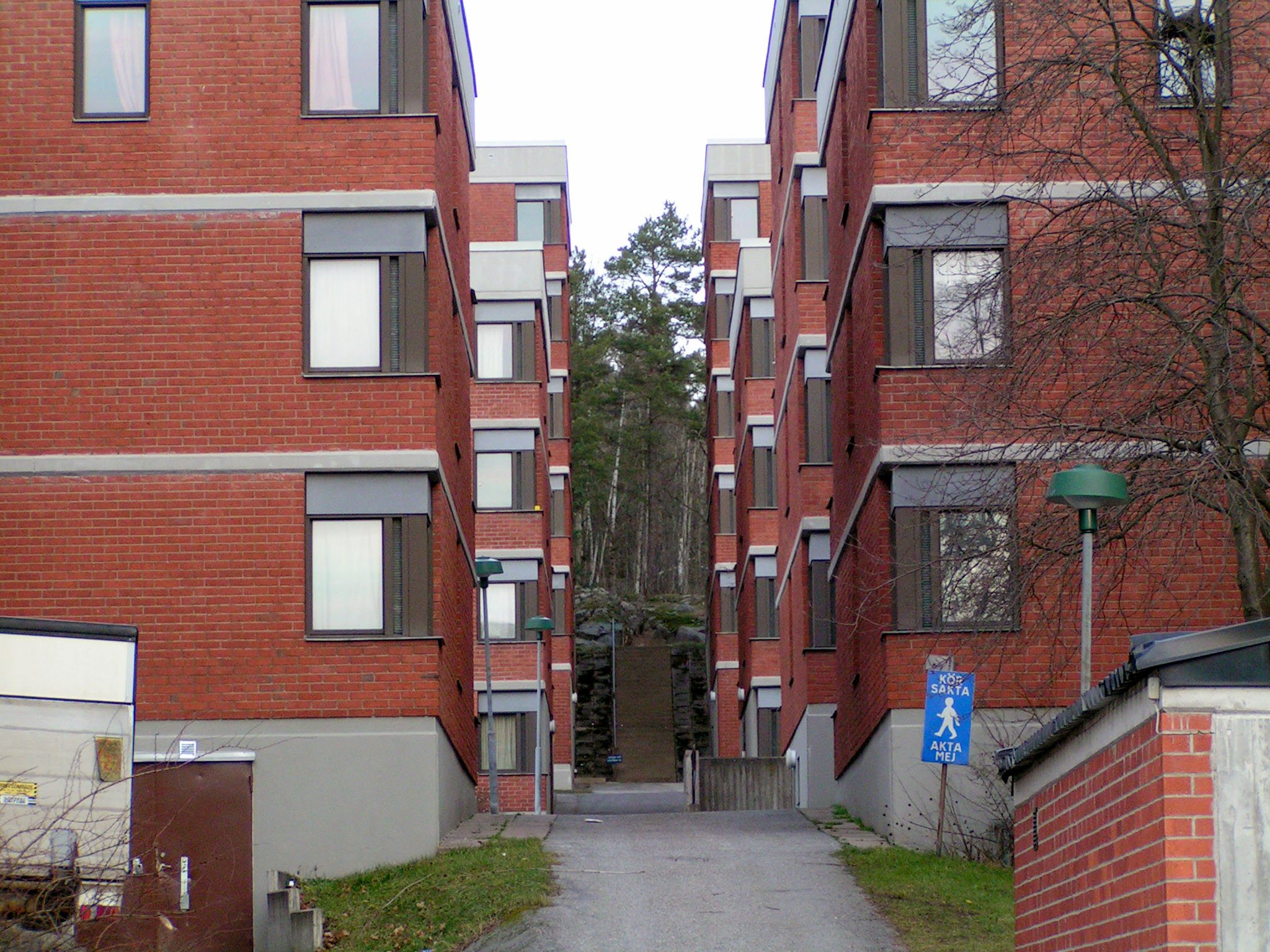
Lappis o Lappkärrsberget

Lappis, cuyo nombre real es Stora Lappkärrsberget, es un barrio de Estocolmo.
Lappis está ubicado en Frescati, en la zona norte de Estocolmo, Suecia. Es también parte del parque de Djurgården y está cerca del campus de la Universidad de Estocolmo.
Es un barrio mayoritariamente estudiantil con más de 2000 apartamentos pertenecientes a la SSSB (Stiftelsen Stockholms Studentbostäder), llegando a ser el barrio universitario más grande de Estocolmo.
Las apartamentos de Lappis están distribuidos en tres calles paralelas, Professorsslingan, Amanuensvägen y Forskarbacken, y una calle adyacente, Docentbacken (de apartamentos privados). En Lappis hay una plaza principal donde se encuentra una pizzería, un supermercado, un kiosco y una oficina de la SSSB.
En Lappis vive muchos estudiantes de intercambio a través del Programa Erasmus u otros acuerdos con la Universidad de Estocolmo, KTH y las otras universidades de Estocolmo.
Se hacen muchas actividades y fiestas organizadas por los estudiantes.
Para llegar a Lappis se puede viajar con autobús (número 50) desde la estación de metro Universitetet (de la línea roja, bifurcación hacia Mörby Centrum). También se puede caminar una distancia inferior a un kilómetro.